# Acestrorhynchus falcatus
Acestrorhynchus falcatus is een straalvinnige vissensoort uit de familie van de spilzalmen (Acestrorhynchidae). De wetenschappelijke naam van de soort is voor het eerst geldig gepubliceerd in 1794 door Bloch.
Het dier wordt in het open water van het Brokopondostuwmeer aangetroffen.

## Video
- YouTube @ 3:26